# Heterocercus
Heterocercus es un género de aves paseriformes perteneciente a la familia Pipridae, que agrupa a tres especies nativas de América del Sur, cuyas áreas de distribución se encuentran por la Amazonia desde el este de Colombia y noroeste de Venezuela hasta el noreste del Perú, noreste de Bolivia y sur de la Amazonia brasileña. A sus miembros se les conoce por el nombre popular de saltarines o bailarines.

## Etimología
El nombre genérico masculino «Heterocercus» se compone de las palabras del griego «heteros» que significa ‘diferente’, y «kerkos» que significa ‘cola’.

## Características
Los saltarines de este género son un trío de aves relativamente grandes, midiendo alrededor de 14 cm de longitud, de patrón bien definido y colas graduadas. Las especies son parecidas y sus zonas son alopátricas en las selvas amazónicas, principalmente en bosques de várzea o cerca de agua. Los machos tienen gargantas blancas que se expanden hacia los flancos.

## Lista de especies
Según las clasificaciones del Congreso Ornitológico Internacional (IOC) y Clements Checklist/eBird, el género agrupa a las siguientes especies con el respectivo nombre popular de acuerdo con la Sociedad Española de Ornitología (SEO):
| Imagen | Nombre científico           | Autor                       | Nombre común            | Estado de conservación | Distribución |
| ------ | --------------------------- | --------------------------- | ----------------------- | ---------------------- | ------------ |
|        | Heterocercus aurantiivertex | P.L. Sclater & Salvin, 1880 | saltarín crestinaranja  | LC                     |              |
|        | Heterocercus flavivertex    | Pelzeln, 1868               | saltarín crestiamarillo | LC                     |              |
|        | Heterocercus linteatus      | (Strickland, 1850)          | saltarín crestirrojo    | LC                     |              |

## Taxonomía
Los estudios de filogenia molecular de Tello et al (2009) y McKay et al (2010), verificaron la existencia de dos clados bien diferenciados dentro de la familia Pipridae: uno llamado de subfamilia Neopelminae, agrupando a los saltarines más asemejados a atrapamoscas de los géneros Neopelma y Tyranneutes; y los restantes géneros llamados de «saltarines propiamente dichos», incluyendo el presente Heterocercus, en un clado monofilético Piprinae Rafinesque, 1815. Esto fue plenamente confirmado por los amplios estudios de filogenia molecular de los paseriformes subóscinos realizados por Ohlson et al (2013). El Comité de Clasificación de Sudamérica (SACC) adopta esta última división y secuencia linear de los géneros, a partir de la aprobación de la Propuesta N° 591. La clasificación Clements Checklist v.2017, el IOC, y el Comité Brasileño de Registros Ornitológicos (CBRO) adoptan integralmente esta secuencia y división (el CBRO divide en tres subfamilias, siguiendo a Tello et al. (2009)).